# Maria Helena Nascimento
Maria Helena Nascimento (Rio de Janeiro, 1961) é uma autora de telenovelas e produtora de cinema.

## Televisão
| Ano       | Trabalho                  | Emissora   | Escalação        | Parceiros titulares             | Ref. |
| --------- | ------------------------- | ---------- | ---------------- | ------------------------------- | ---- |
| 1994-1996 | Confissões de Adolescente | TV Cultura | roteirista       | Maria Mariana                   |      |
| 1994      | Pátria Minha              | Rede Globo | colaboradora     | Gilberto Braga                  |      |
| 1995      | Cara & Coroa              | Rede Globo | colaboradora     | Antônio Calmon                  |      |
| 1996      | Malhação                  | Rede Globo | colaboradora     | vários autores                  |      |
| 1998      | Mulher                    | Rede Globo | roteirista       | Euclydes Marinho                |      |
| 1999      | Suave Veneno              | Rede Globo | colaboradora     | Aguinaldo Silva                 |      |
| 2001      | Um Anjo Caiu do Céu       | Rede Globo | colaboradora     | Antônio Calmon                  |      |
| 2002      | O Beijo do Vampiro        | Rede Globo | colaboradora     | Antônio Calmon                  |      |
| 2003      | Celebridade               | Rede Globo | colaboradora     | Gilberto Braga                  |      |
| 2004      | Começar de Novo           | Rede Globo | colaboradora     | Antônio Calmon Elizabeth Jhin   |      |
| 2007      | Paraíso Tropical          | Rede Globo | colaboradora     | Gilberto Braga Ricardo Linhares |      |
| 2008      | Faça Sua História         | Rede Globo | roteirista       | Euclydes Marinho                |      |
| 2011      | Insensato Coração         | Rede Globo | colaboradora     | Gilberto Braga Ricardo Linhares |      |
| 2014      | Alto Astral               | Rede Globo | colaboradora     | Daniel Ortiz                    |      |
| 2016      | Ligações Perigosas        | Rede Globo | Autora Principal | Manuela Dias                    |      |
| 2016      | Rock Story                | Rede Globo | Autora Principal |                                 |      |
| 2026      | Coração Acelerado         | Rede Globo | Autora Principal | Izabel de Oliveira              |      |

## Literatura
- Gasolina Azul (poesia) - ed. Uerj - 1992
- Olhos Baixos (romance) - ed. Guarda-Chuva - 2007
- Cobaia (poesia) Ed.7 Letras - 2023

## Filmografia
- Oswaldianas (filme de Júlio Bressane, 1992) - gerente de produção.
- Viagem de Volta (filme de Emiliano Ribeiro, 1990) - gerente de produção.
- Sermões - A História de Antônio Vieira (filme de Júlio Bressane, 1989) - produtora.

## Carreira
Pouco se sabe sobre a vida pessoal de Maria Helena. mas o que se sabe é que ela trabalhou com os novelistas Antonio Calmon, Gilberto Braga, Euclides Marinho entre outros. 
1. ↑  «Saiba tudo sobre Maria Helena Nascimento - Últimas notícias, biografia, polêmicas e mais». NaTelinha. Consultado em 8 de agosto de 2024